# 1713 Bancilhon
Bancilhon (asteróide 1713) é um asteróide da cintura principal, a 1,8164613 UA. Possui uma excentricidade de 0,1846794 e um período orbital de 1 214,63 dias (3,33 anos).
Bancilhon tem uma velocidade orbital média de 19,95463909 km/s e uma inclinação de 3,74759º.
Esse asteróide foi descoberto em 27 de Setembro de 1951 por Louis Boyer.